# Spartakiádní stadion
Spartakiádní stadion – nieistniejący już wielofunkcyjny stadion w Ołomuńcu, w Czechach. Obiekt został otwarty pod koniec lat 50. XX wieku i zamknięty w roku 2006. Mógł pomieścić 21 004 widzów.
Stadion został otwarty pod koniec lat 50. XX wieku. Obiekt stanął tuż obok stadionu Andrův. Przez lata na stadionie organizowane były spartakiady, zawody żużlowe, kończyły się etapy Wyścigu Pokoju, grali na nim rugbiści klubu RC Olomouc i piłkarze rezerw Sigmy Olomouc. W późniejszym okresie swego istnienia obiekt posiadał wyasfaltowany tor, częściowo wychodzący poza obręb stadionu, na którym organizowano zawody kartingowe, w tym Mistrzostwa Europy w latach 1980 i 1989 oraz Mistrzostwa Świata Formuły C w 1989 roku. Pod koniec 2006 roku rozpoczęła się rozbiórka obiektu, następnie w jego północnej części powstało centrum sportu i zdrowia OMEGA (otwarte we wrześniu 2008 roku), służące głównie do uprawiania sportów rakietowych (tenis ziemny, tenis stołowy, badminton, squash), a w jego południowej części utworzono pełnowymiarowe boisko treningowe Sigmy Olomouc.